# Conexión (Dune)
En la serie de novelas de Dune, Conexión es el nombre con el que se conoce a un planeta, sede del cuartel General de las Honoradas Matres en Casa Capitular Dune.
Antiguo planeta de la Cofradía Espacial, en la novela Casa Capitular Dune se encuentra ocupado por las Honoradas Matres, que sufren su peor derrota a manos del joven ghola de Miles Teg. En él fallece la superiora de la Bene Gesserit Darwi Odrade.

## Referencia bibliográfica
- Frank Herbert, Casa Capitular Dune. Ediciones Debolsillo: Barcelona, 2003. ISBN 9788497597708

- Datos: Q5782658